# Bardu
Bardu (tiếng Bắc Sami: Bearddu suohkan, Kven: Perttulan komuuni) là một đô thị ở quận Troms, Na Uy. Trung tâm hành chính của đô thị này là làng Setermoen, khu đô thị lớn nhất tại thành phố.
Khu đồn trú quân sự Na Uy lớn nhất nằm ở Setermoen. Quân sự là nơi có dân số lớn nhất của đô thị và hơn 1.000 chiến sĩ trẻ thực hiện các nhiệm vụ của họ ở đây mỗi năm.

## Khí hậu
| Dữ liệu khí hậu của Setermoen             | Dữ liệu khí hậu của Setermoen | Dữ liệu khí hậu của Setermoen | Dữ liệu khí hậu của Setermoen | Dữ liệu khí hậu của Setermoen | Dữ liệu khí hậu của Setermoen | Dữ liệu khí hậu của Setermoen | Dữ liệu khí hậu của Setermoen | Dữ liệu khí hậu của Setermoen | Dữ liệu khí hậu của Setermoen | Dữ liệu khí hậu của Setermoen | Dữ liệu khí hậu của Setermoen | Dữ liệu khí hậu của Setermoen | Dữ liệu khí hậu của Setermoen |
| Tháng                                     | 1                             | 2                             | 3                             | 4                             | 5                             | 6                             | 7                             | 8                             | 9                             | 10                            | 11                            | 12                            | Năm                           |
| ----------------------------------------- | ----------------------------- | ----------------------------- | ----------------------------- | ----------------------------- | ----------------------------- | ----------------------------- | ----------------------------- | ----------------------------- | ----------------------------- | ----------------------------- | ----------------------------- | ----------------------------- | ----------------------------- |
| Trung bình ngày °C (°F)                   | −10.3 (13.5)                  | −8.8 (16.2)                   | −5.3 (22.5)                   | −0.2 (31.6)                   | 5.6 (42.1)                    | 10.6 (51.1)                   | 13.1 (55.6)                   | 11.5 (52.7)                   | 6.4 (43.5)                    | 1.2 (34.2)                    | −5.2 (22.6)                   | −8.8 (16.2)                   | 0.8 (33.4)                    |
| Lượng Giáng thủy trung bình mm (inches)   | 73 (2.9)                      | 67 (2.6)                      | 45 (1.8)                      | 42 (1.7)                      | 35 (1.4)                      | 49 (1.9)                      | 69 (2.7)                      | 79 (3.1)                      | 79 (3.1)                      | 106 (4.2)                     | 75 (3.0)                      | 78 (3.1)                      | 797 (31.4)                    |
| Số ngày giáng thủy trung bình (≥ 1 mm)    | 11.2                          | 11.8                          | 9.6                           | 8.8                           | 8.0                           | 9.7                           | 12.4                          | 13.2                          | 13.7                          | 13.9                          | 11.8                          | 12.6                          | 136.7                         |
| Nguồn: Norwegian Meteorological Institute |                               |                               |                               |                               |                               |                               |                               |                               |                               |                               |                               |                               |                               |